# Lagoseriopsis popovii
 Lagoseriopsis popovii  (Krasch.) Kirp., 1964 è una specie di pianta angiosperma dicotiledone della famiglia delle Asteraceae. Lagoseriopsis popovii è anche l'unica specie del genere Lagoseriopsis  Kirp., 1964.

## Etimologia
Il nome scientifico della specie è stato definito dai botanici Ippolit Mikhailovich Krascheninnikov (1884-1947) e Moisey Elevich Kirpicznikov (1913-1995) nella pubblicazione " Flora URSS (Flora Unionis Rerumpublicarum Sovieticarum Socialisticarum)" ( Fl. URSS 29: 374) del 1964. Il nome scientifico del genere è stato definito nella stessa pubblicazione.

## Descrizione
Habitus. Lagoseriopsis popovii è una pianta annuale non molto alta (massimo 10 – 25 cm) con abbondante latice amaro.
Fusto. Gli scapi fiorali sono glabri o un poco tomentosi; possono originare direttamente dal rizoma. In alcuni casi i fusti sono ramificati. Le radici in genere sono di tipo fittonante.
Foglie. Le foglie formano delle rosette radicali, spesse con lamine dentate forme largamente obovate; i margini sono ispessiti e cartilaginei. Le foglie lungo il caule, strettamente lineari, sono disposte in modo alterno e spesso sono abbraccianti il caule stesso. Lunghezza delle foglie basali: 1 – 2 cm. Lunghezza delle foglie cauline: 4 – 6 cm.
Infiorescenza. L'infiorescenza è composta da uno o più capolini strettamente cilindrici, terminali e solitari. I capolini, solamente di tipo ligulifloro, sono formati da un involucro composto da poche brattee (o squame) all'interno delle quali un ricettacolo fa da base ai fiori ligulati. L'involucro ha una forma cilindrica ed è formato da due (o tre) serie di brattee. Le brattee sono pubescenti o glabre; quelle esterne hanno delle forme da romboidali arrotondate a leggermente ovate; quelle interne sono lineari, subottuse e carenate. Il ricettacolo è piano e nudo (senza pagliette a protezione della base dei fiori). Lunghezza dei capolini: 5 mm.
Fiori. I fiori, (da 4 a 6) tutti ligulati, sono tetra-ciclici (ossia sono presenti 4 verticilli: calice – corolla – androceo – gineceo) e pentameri (ogni verticillo ha in genere 5 elementi). I fiori sono ermafroditi, fertili e zigomorfi.
- Formula fiorale:

*/x K {\displaystyle \infty }, [C (5), A (5)], G 2 (infero), achenio
- Calice: i sepali del calice sono ridotti ad una coroncina di squame.
- Corolla: le corolle sono formate da una ligula terminante con 5 denti; il colore in genere è giallo.
- Androceo: gli stami sono 5 con filamenti liberi e distinti, mentre le antere sono saldate in un manicotto (o tubo) circondante lo stilo.[12] Le antere alla base sono prive di codette. Il polline è tricolporato.[13]
- Gineceo: lo stilo è filiforme. Gli stigmi dello stilo sono due divergenti e ricurvi con la superficie stigmatica posizionata internamente (vicino alla base).[14] L'ovario è infero uniloculare formato da 2 carpelli.

Frutti. I frutti sono degli acheni con pappo. Gli acheni sono eteromorfi: gli acheni esterni hanno delle forme prismatiche, sono pubescenti ed hanno un pappo caduco; gli acheni interni sono fusiformi, sono glabri, non hanno tubercoli e all'apice è presente una struttura simile ad una coroncina, hanno inoltre un pappo persistente. Il pappo è setoloso (setole scabre/barbate) o anche nullo. Lunghezza degli acheni: 6 – 10 mm.

## Biologia
- Impollinazione: l'impollinazione avviene tramite insetti (impollinazione entomogama tramite farfalle diurne e notturne).
- Riproduzione: la fecondazione avviene fondamentalmente tramite l'impollinazione dei fiori (vedi sopra).
- Dispersione: i semi (gli acheni) cadendo a terra sono successivamente dispersi soprattutto da insetti tipo formiche (disseminazione mirmecoria). In questo tipo di piante avviene anche un altro tipo di dispersione: zoocoria. Infatti gli uncini delle brattee dell'involucro si agganciano ai peli degli animali di passaggio disperdendo così anche su lunghe distanze i semi della pianta.

## Distribuzione e habitat
Questa specie è un endemismo del Kazakhstan, Tadzikistan e Uzbekistan.

## Tassonomia
La famiglia di appartenenza di questa voce (Asteraceae o Compositae, nomen conservandum) probabilmente originaria del Sud America, è la più numerosa del mondo vegetale, comprende oltre 23.000 specie distribuite su 1.535 generi, oppure 22.750 specie e 1.530 generi secondo altre fonti (una delle checklist più aggiornata elenca fino a 1.679 generi). La famiglia attualmente (2021) è divisa in 16 sottofamiglie.

### Filogenesi
Il genere di questa voce appartiene alla sottotribù Crepidinae della tribù Cichorieae (unica tribù della sottofamiglia Cichorioideae). In base ai dati filogenetici la sottofamiglia Cichorioideae è il terz'ultimo gruppo che si è separato dal nucleo delle Asteraceae (gli ultimi due sono Corymbioideae e Asteroideae). La sottotribù Crepidinae fa parte del "quarto" clade della tribù; in questo clade è in posizione "centrale" vicina alle sottotribù Chondrillinae e Hypochaeridinae.
I caratteri più distintivi per questa sottotribù (e quindi per i suoi generi) sono:
- in queste piante non sono presenti i peli piccoli, morbidi e ramificati;
- le brattee involucrali sono disposte in due serie ineguali;
- i capolini contengono molti fiori;
- le setole del pappo non sono fragili;
- gli acheni alla base sono poco compressi.

La sottotribù è divisa in due gruppi principali uno a predominanza asiatica e l'altro di origine mediterranea/euroasiatica. Da un punto di vista filogenetico, all'interno della sottotribù, sono stati individuati 5 subcladi. Il genere di questa voce appartiene al subclade denominato "Garhadiolus-Heteracia clade". Questo subclade, nell'ambito della sottotribù, occupa una posizione vicina al "core" della sottotribù ed è inserito in una politomia formata dai subcladi Ixeris-Ixeridium-Taraxacum e Dubyaea-Nabalus-Soroseris-Syncalathium. Il clade comprende cinque generi piccoli o monotipici: Garhadiolus, Heteracia, Heteroderis, Lagoseriopsis e Acanthocephalus.
Nel clade Garhadiolus-Heteracia il genere Acanthocephalus è in posizione "basale" seguito dal genere Garhadiolus. Il "core" è formato dai tre rimanenti generi (e quindi da Lagoseriopsis) in posizione politomia. [La precedente configurazione filogenetica è basata sull'analisi di alcune particolari regioni (nrITS) del DNA; analisi su altre regioni (DNA del plastidio) possono dare dei risultati lievemente diversi.]
I caratteri distintivi per la specie di questa voce sono:
- l'areale è relativo all'Asia centrale:
- la specie è endemica del Kazakhstan, Tadzikistan e Uzbekistan;
- gli acheni esterni hanno delle forme prismatiche, sono pubescenti ed hanno un pappo caduco;
- gli acheni interni sono glabri ed hanno un pappo persistente.

### Sinonimi
Sono elencati alcuni sinonimi per questa entità:
- Brachyramphus popovii (Krasch.) Kamelin
- Heterachaena popovii  (Krasch.) Kovalevsk.
- Launaea popovii  Krasch.